# Gottfried III av Niederlothringen
Gottfried III av Niederlothringen, död 1069, var en italiensk monark. Han var regerande markgreve i Toscana mellan 1055 och 1069. 